# Świątynia buddyjska w Sankt Petersburgu
Świątynia buddyjska w Sankt Petersburgu (oficjalna nazwa: "Sankt Petersburska Świątynia Buddyjska "Dacan Gunzeczonej", ros. Санкт-Петербургский Буддийский Храм «Дацан Гунзэчойнэй») – świątynia i klasztor buddyjski tradycji gelug w Sankt Petersburgu. Historycznie pierwsza w Europie świątynia buddyjska.

## Historia
W 1900 r. przedstawiciel Dalajlamy w Rosji Agwan Dorżiew otrzymał zgodę na budowę w Sankt Petersburgu świątyni buddyjskiej. Środki na jego budowę ofiarowane zostały przez Dalajlamę XIII, samego Agwana Dorżiewa, a także zebrane wśród buddystów imperium rosyjskiego. Autorem projektu był architekt Gawriił Baranowski, który opracował go zgodnie ze wszelkimi kanonami sztuki tybetańskiej. W celu nadzoru naukowego nad budową klasztoru powołany został komitet naukowców – znawców Wschodu, w skład którego weszli: W.W. Radłow, S.F. Oldenburg, E.E. Uchtomski, W.Ł. Kotwicz, A.D. Rudniew, F.I. Szczerbatskij, N.K. Roerich, W.P. Sznejder. Budowa trwała od 1909 do 1915 r., jednak pierwsza uroczystość odbyła się już w 1913 r. z okazji 300-lecia dynastii Romanowów. Poświęcenie świątyni odbyło się 10 sierpnia 1915 r. Zwierzchnikiem klasztoru był chambo-lama Agwan Łobsan Dorżiew.
W 1919 r. świątynia została sprofanowana i ograbiona przez bolszewików. W 1924 r. wznowiła działalność i działała aż do 1935 r., kiedy to została zamknięta, a mnisi uwięzieni i w większości rozstrzelani.
Podczas wojny w budynku mieściła się radiostacja, która działała tam aż do lat 60. Była wówczas wykorzystywana jako "zagłuszarka". Później obiekt wykorzystywany był do różnych celów świeckich. W roku 1968 uznany został za zabytek. 9 lipca 1990 roku przekazany został ponownie wiernym.

## Adres
Sankt Petersburg, Primorskij pierieułok 19